# Гарізім

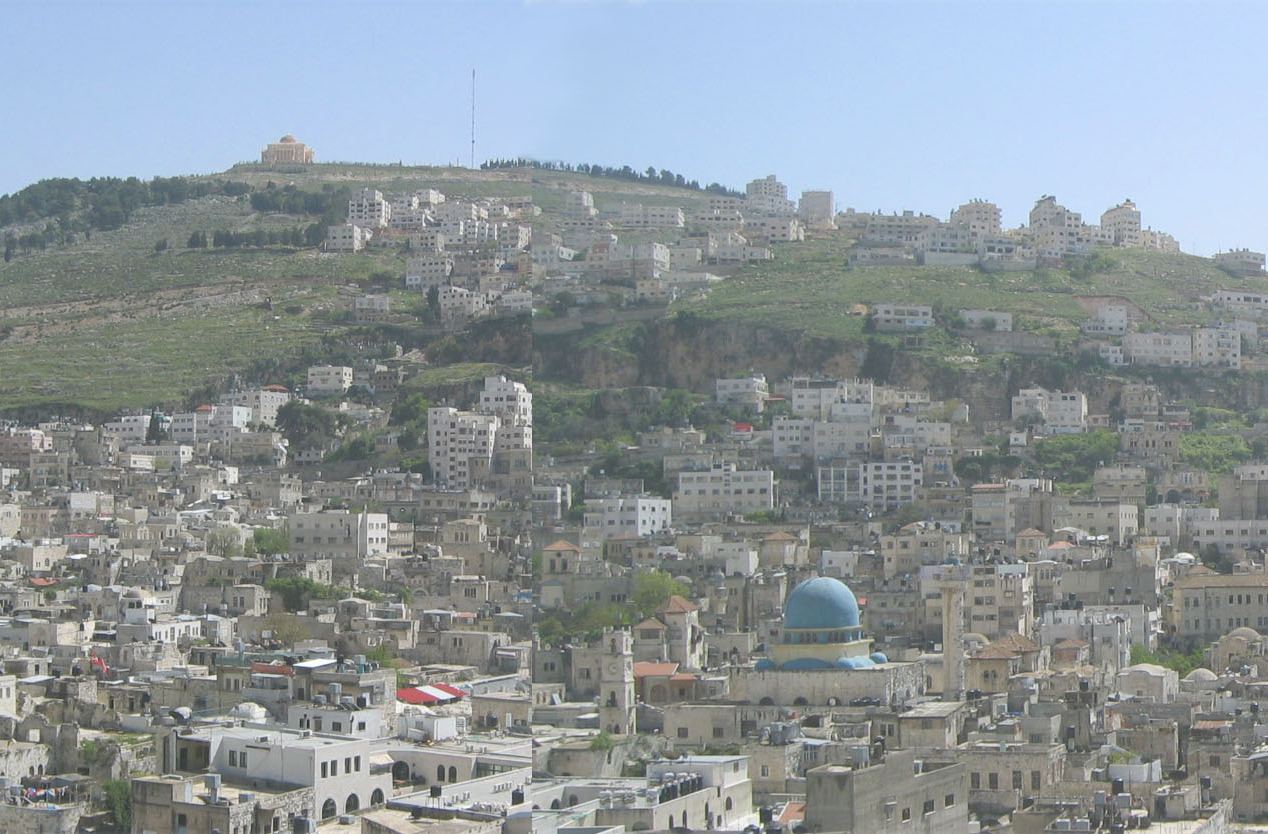
Місто Наблуз. На задньому плані гора Гарізім

32°11′58″ пн. ш. 35°16′22″ сх. д. / 32.19944° пн. ш. 35.27278° сх. д.
32°11′58″ пн. ш. 35°16′22″ сх. д. / 32.199444444444° пн. ш. 35.272777777778° сх. д.
Гарізім (івр. הר גריזים, Гар Ґрізім або івр. הר הברכה, Гар га-Браха, араб. جبل جرزيم, Джабаль Джарізім або араб. جبل الطور, Джабаль ат-Тур) — гора висотою 881 м у  центральній частині Самарії. На північному її підніжжі знаходиться місто Наблус.

## Біблійні часи
У біблійні часи гора спочатку перебувала в наділі коліна Єфрема. Разом з горою Евал, Гарізім була призначена Мойсеєм для щорічного читання Закону при всенародному зібранні. Тут, шість колін Ізраїлю: Симеоново, Йосифа, Юди, Леві, Іссахара, Вениямина повинні були благословляти виконавців Закону (Втор. 27:12; Нав 8:33–35), тоді як на протилежній горі — Гевал інші шість колін: Рувима, Гадове, Асирове, Завулона, Дана і Неффалима — прокляття на його порушників. Ковчег Заповіту, оточений священиками і Левитами, знаходився при цьому обряді мабуть між двома горами. На горі Евал (в самарянському П'ятикнижжі — на горі Гарізім) за наказом Мойсея був влаштований ізраїльтянами жертовник з цілісних каменів, на яких були висічені 10 заповідей Господніх (Втор. 27:2–8). Обидві гори знаходилися на території коліна Єфремового і розділялися долиною, на якій згодом був збудований Шхем.

## Самаряни і Юдеї
Сильні культурні відмінності євреїв півночі і півдня Ханаану відомі ще з прадавніх часів, але після повернення євреїв з вавилонського полону відбулося остаточне розмежування євреїв і самарян, що супроводжувалося взаємною ворожнечею. Так самаряни просили юдеїв, що повернулися з вавилонського полону (бл. 520 р. до н.е), дозволити узяти участь у відбудові Храму у Єрусалимі, проте отримали відмову (Езд. 4:1–3). Можливо, євангельський образ «доброго самарянина» набуває додаткові фарби на тлі цієї багатовікової ворожнечі. Після завоювання Юдеї Александром Македонським самаряни під правлінням Санваллата побудували храм на горі Гарізім, який два століття потому зруйнував юдейський цар Йоханан Гіркан. Гарізім залишалася для самаритян переважним місцем молитви, про що згадувала самаритянка в бесіді з Ісусом Христом (Ів. 4:20–23).
Імператор Адріан збудував на горі Гарізім святилище Юпітера. У 484 році імператор Флавій Зенон побудував тут церкву Богоматері. Після арабського завоювання церква була зруйнована і згодом на цьому місці був побудований мавзолей шейха Анама ібн-Алі, сподвижника Саладіна.